# Six Runkels en Amborie
Six Runkels en Amborie est une série de bande dessinée de Shovel Tattoos publiée par Epsilon Éditions à compter de 2006. L'action se déroule dans un monde imaginaire appelé Amborie et situé sous le cirque naturel de Salazie, sur l'île de La Réunion, dans l'océan Indien. L'histoire commence par la découverte de ce monde par un petit garçon à la recherche de son téléphone portable, qu'il a égaré.

## Titres parus
- Un Bracelet d'Agliffe, 2006 –  (ISBN 978-2-912949-16-5).
- Un Collier pour parler, 2007 –  (ISBN 978-2-912949-20-2).
- L'Amour de mon ennemi, 2008 –  (ISBN 978-2-917869-03-1).